# Brzóstownia
Brzóstownia – wieś w Polsce położona w województwie wielkopolskim, w powiecie śremskim, w gminie Książ Wielkopolski.
W latach 1975–1998 miejscowość administracyjnie należała do województwa poznańskiego.
Wieś położona 2 km na południe od Książa Wielkopolskiego przy drodze powiatowej nr 4080 z Dolska do Książa Wielkopolskiego oraz nr 4087 do Mchów.
Urodził się tu Jerzy Antoni Dreyza  – polski lekarz internista, uczestnik powstania wielkopolskiego, kampanii wrześniowej, powstania warszawskiego, lekarz naczelny (w stopniu kapitana) Szpitala Maltańskiego w Warszawie (1939–1944) i ordynator Oddziału Chorób Wewnętrznych Szpitala Maltańskiego w Częstochowie (1945–1949).

## Przypisy

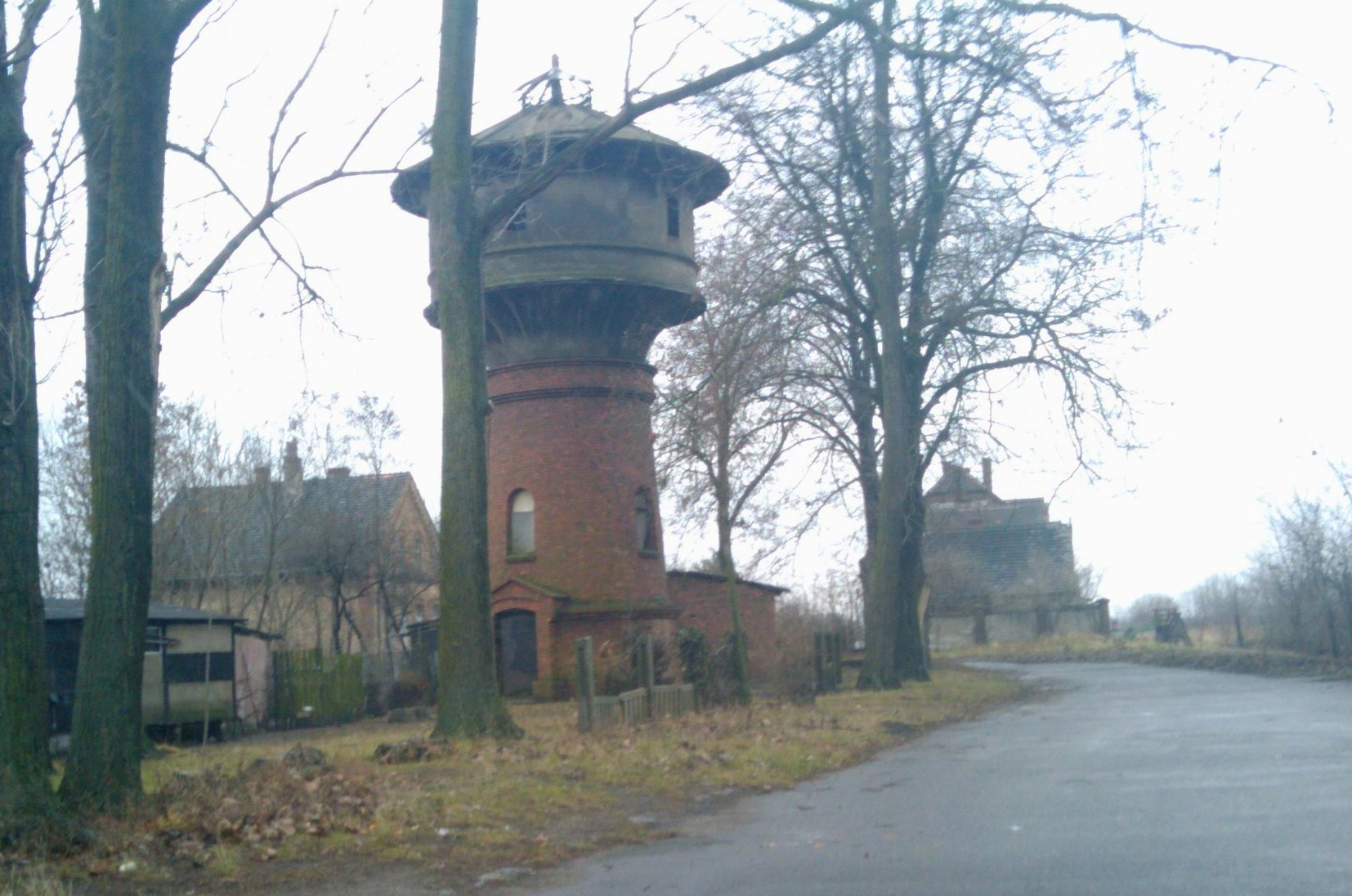
Wieża ciśnień na granicy Brzóstowni przy stacji kolejowej Książ Wielkopolski